# Vlecht (steenhouwen)
Een vlecht is een soort steenhouwersbijl met twee snijdende kanten. De vlecht werd vroeger gebruikt om blokken steen vlak te hakken. Dit gereedschap werd vooral gebruikt voor zachtere steensoorten, zoals Franse kalksteen. Andere benamingen zijn bikhamer, polka en steenbijl. Het gebruik ervan is verdrongen door de komst van de steenzaagmachine.
De steenbijl werd vooral gebruikt bij de afwerking van parementblokken. Deze techniek is veel gebruikt in de vroege Middeleeuwen. Doorgaans levert het een geribbeld vlak op, vergelijkbaar met zeer grof gescharreerd werk, waarbij de slagen zeker 10 tot 15 mm breed zijn.

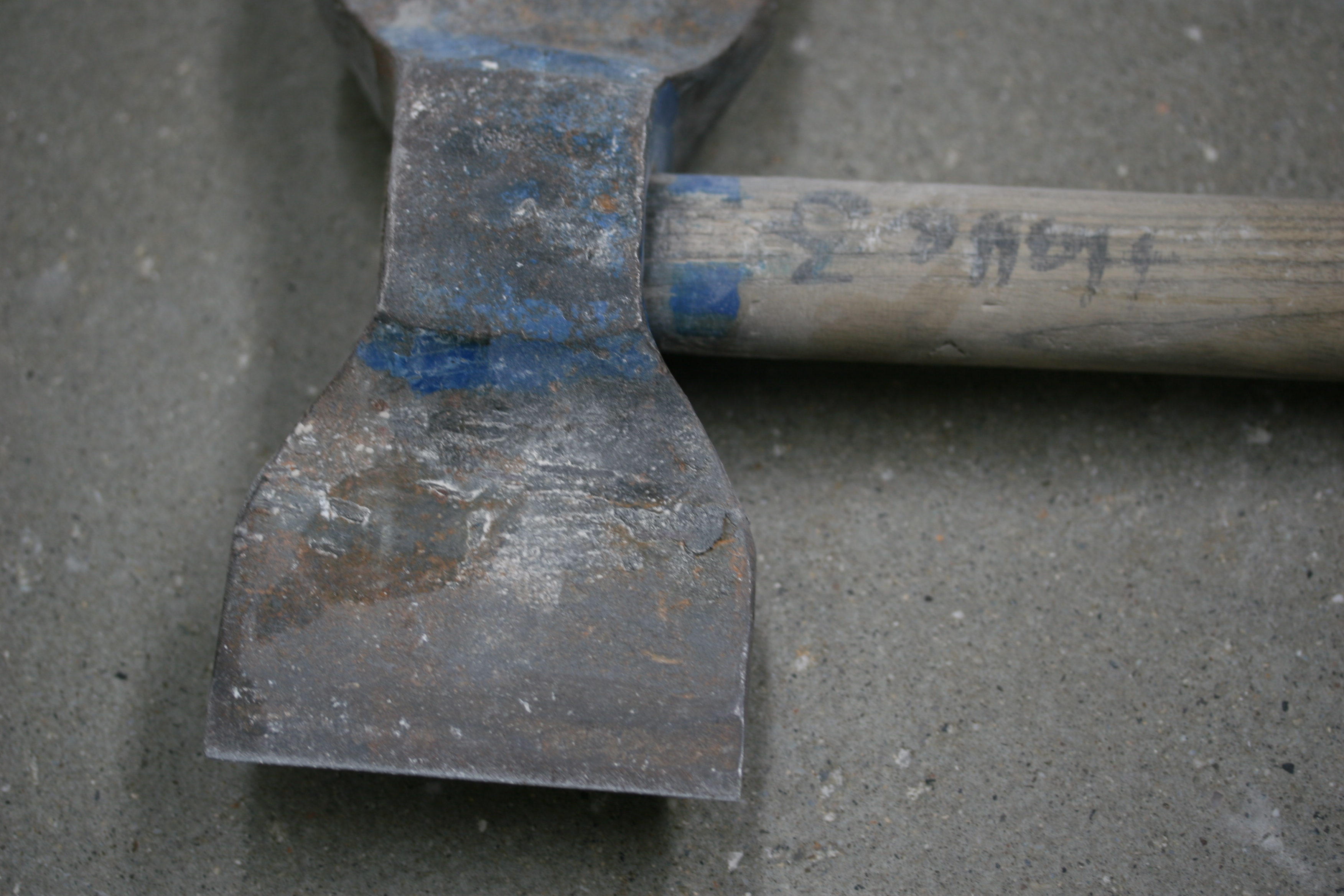
Een vlecht
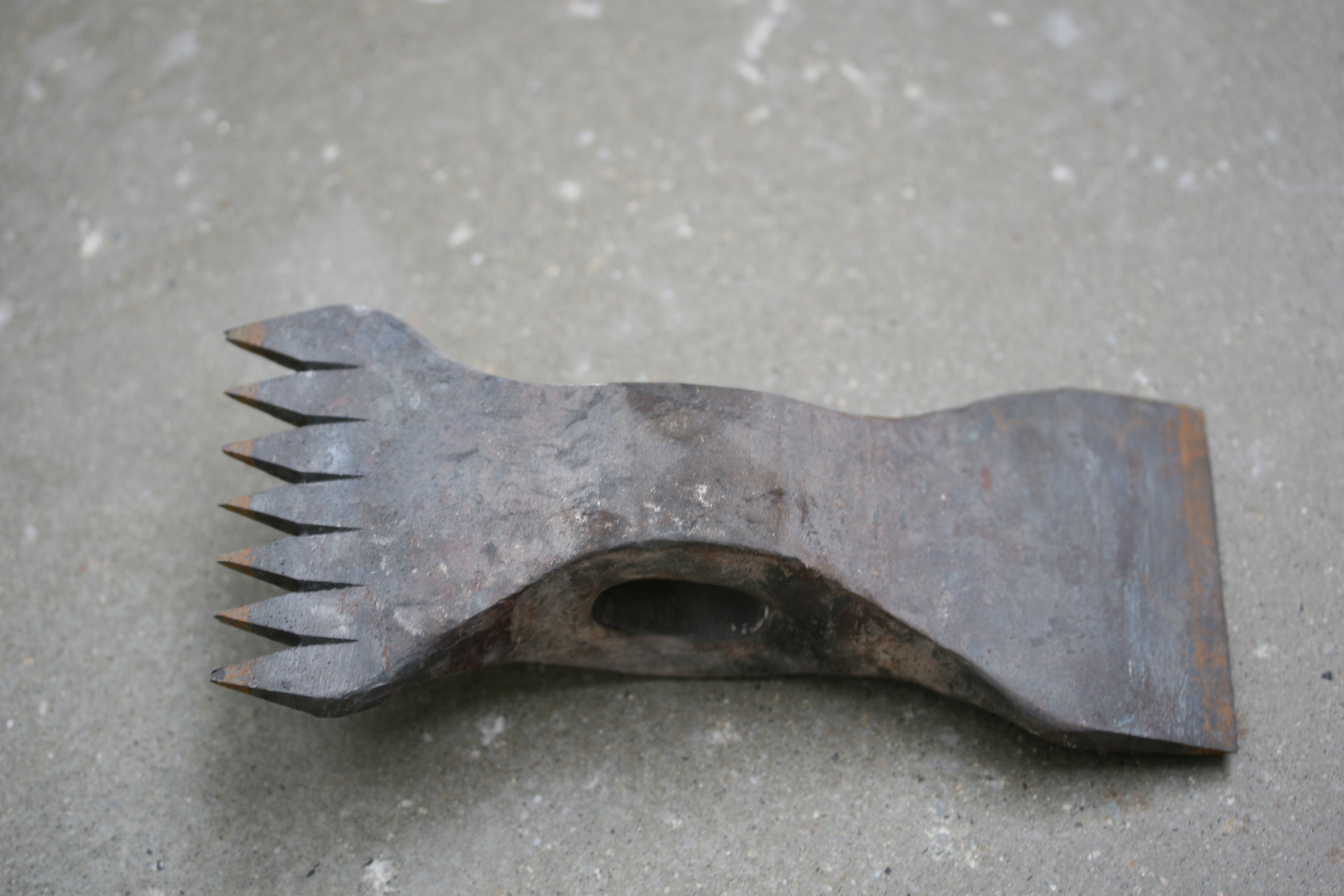
Een tandvlecht
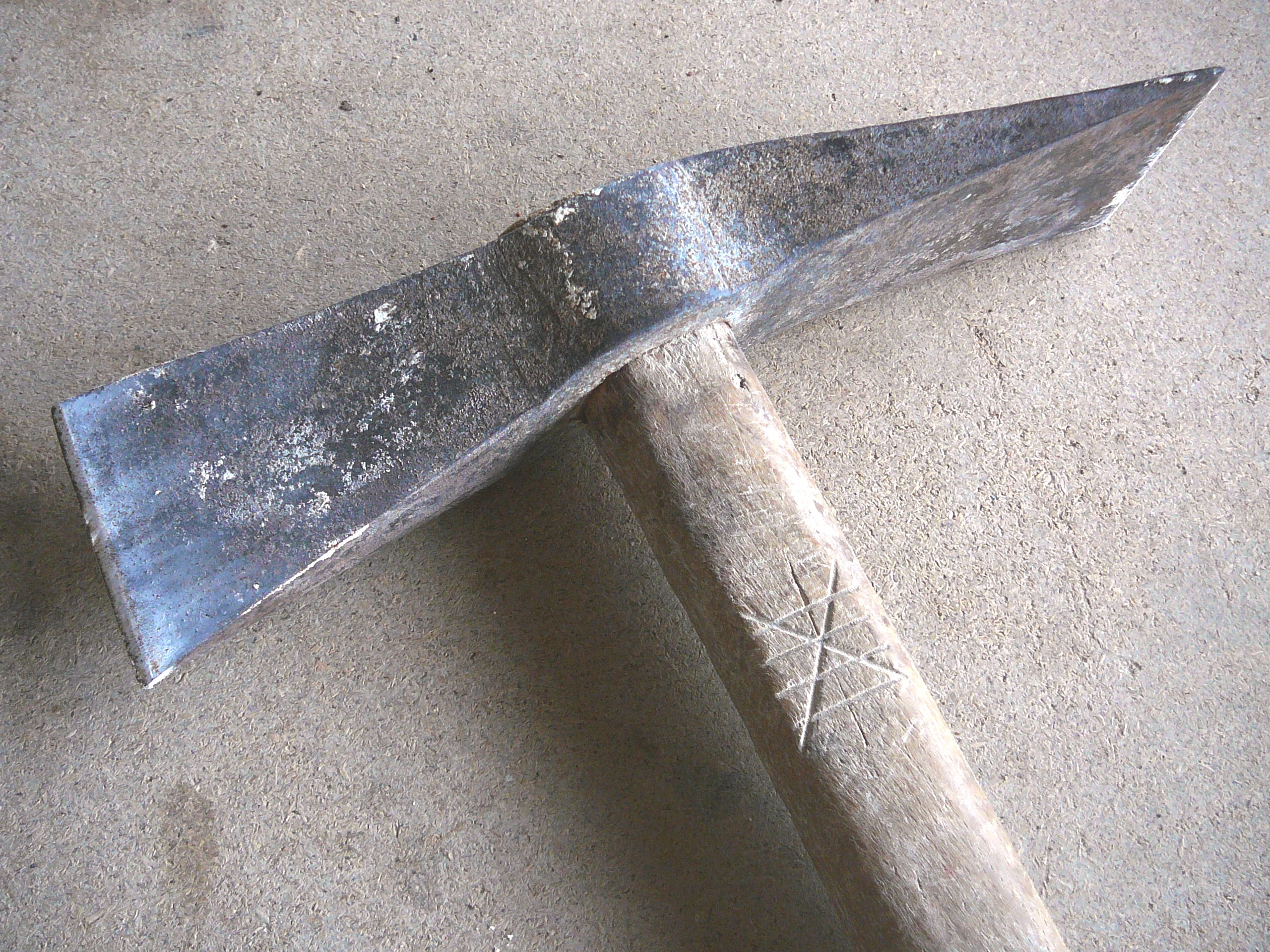
Een niet-parallelle steenhouwersbijl, met steenhouwersmerk in de steel
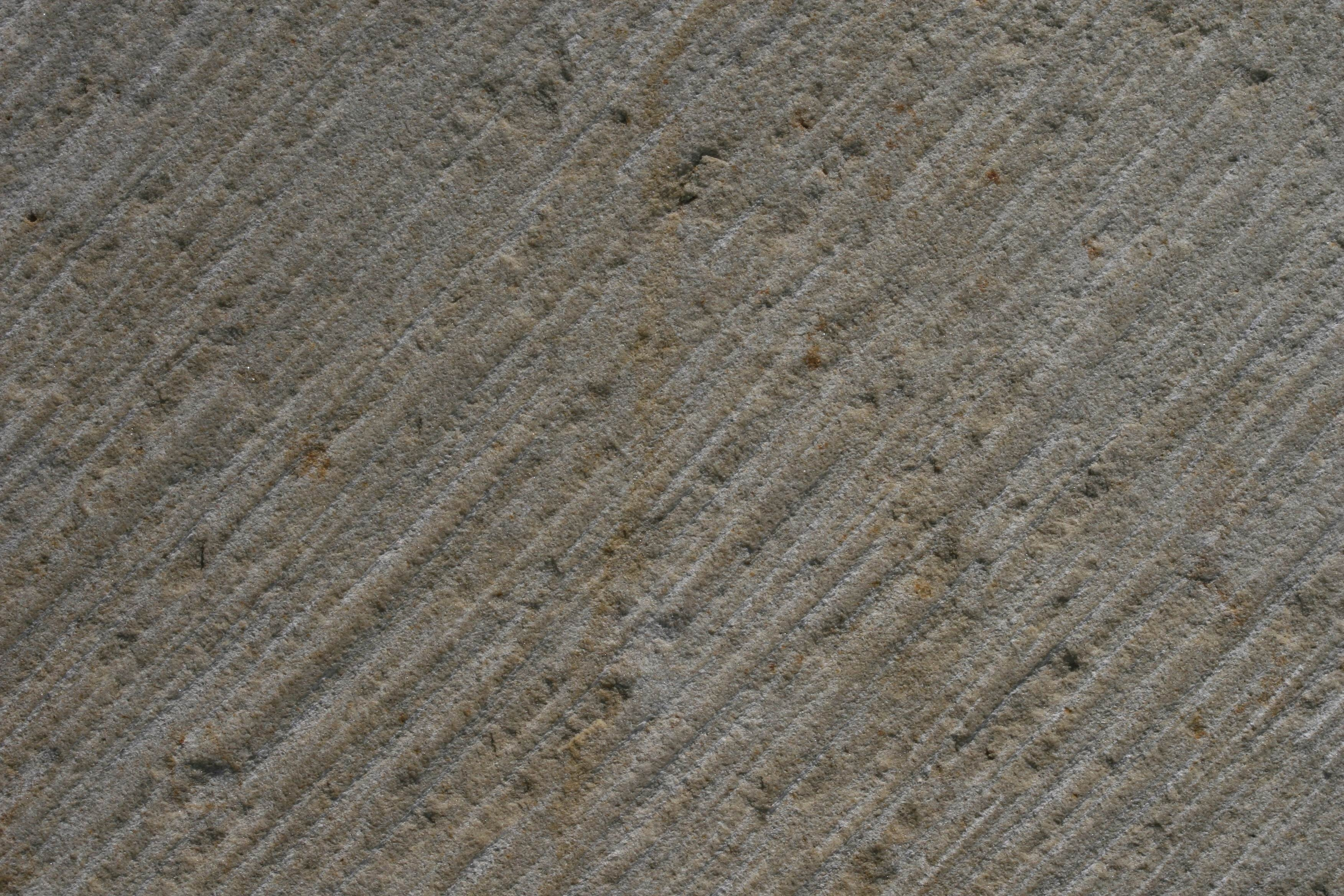
Een gebijld stuk Obernkirchener zandsteen